# Henk Veerman
Hendrik Andreas Jacobus Veerman (Volendam, 16 de febrero de 1991) es un futbolista neerlandés que juega de delantero en el F. C. Volendam de la Eredivisie.

## Trayectoria
En agosto de 2018 se incorporó al F.C. San Pauli, procedente del S. C. Heerenveen firmando un contrato de tres años hasta 2021.
El 26 de enero de 2022 firmó un contrato de dos años y medio con el F. C. Utrecht.

## Estadísticas

### Clubes
Actualizado al último partido disputado el 8 de noviembre de 2024.
| Club                            | Div.          | Temporada     | Liga  | Liga  | Copas nacionales | Copas nacionales | Copas internacionales | Copas internacionales | Total | Total |
| Club                            | Div.          | Temporada     | Part. | Goles | Part.            | Goles            | Part.                 | Goles                 | Part. | Goles |
| ------------------------------- | ------------- | ------------- | ----- | ----- | ---------------- | ---------------- | --------------------- | --------------------- | ----- | ----- |
| F. C. Volendam · Países Bajos   | 2.ª           | 2012-13       | 1     | 0     | 0                | 0                | ―                     | ―                     | 1     | 0     |
| F. C. Volendam · Países Bajos   | 2.ª           | 2013-14       | 0     | 0     | 1                | 0                | ―                     | ―                     | 1     | 0     |
| F. C. Volendam · Países Bajos   | 2.ª           | 2014-15       | 1     | 0     | 0                | 0                | ―                     | ―                     | 1     | 0     |
| S. C. Heerenveen · Países Bajos | 1.ª           | 2014-15       | 3     | 0     | 0                | 0                | ―                     | ―                     | 3     | 0     |
| S. C. Heerenveen · Países Bajos | 1.ª           | 2015-16       | 26    | 6     | 3                | 2                | ―                     | ―                     | 29    | 8     |
| S. C. Heerenveen · Países Bajos | 1.ª           | 2016-17       | 24    | 5     | 2                | 2                | ―                     | ―                     | 26    | 7     |
| S. C. Heerenveen · Países Bajos | 1.ª           | 2017-18       | 33    | 4     | 2                | 0                | ―                     | ―                     | 35    | 4     |
| F. C. San Pauli II · Alemania   | 4.ª           | 2019-20       | 2     | 1     | ―                | ―                | ―                     | ―                     | 2     | 1     |
| F. C. San Pauli II · Alemania   | Total club    | Total club    | 2     | 1     | 0                | 0                | 0                     | 0                     | 2     | 1     |
| F.C. San Pauli · Alemania       | 2.ª           | 2019-20       | 22    | 11    | 0                | 0                | ―                     | ―                     | 22    | 11    |
| F.C. San Pauli · Alemania       | Total club    | Total club    | 22    | 11    | 0                | 0                | 0                     | 0                     | 22    | 11    |
| S. C. Heerenveen · Países Bajos | 1.ª           | 2020-21       | 31    | 14    | 4                | 0                | ―                     | ―                     | 35    | 14    |
| S. C. Heerenveen · Países Bajos | 1.ª           | 2021-22       | 20    | 7     | 3                | 1                | ―                     | ―                     | 23    | 8     |
| S. C. Heerenveen · Países Bajos | Total club    | Total club    | 137   | 36    | 14               | 5                | 0                     | 0                     | 151   | 41    |
| F. C. Utrecht · Países Bajos    | 1.ª           | 2021-22       | 10    | 1     | 0                | 0                | ―                     | ―                     | 10    | 1     |
| F. C. Utrecht · Países Bajos    | Total club    | Total club    | 10    | 1     | 0                | 0                | 0                     | 0                     | 10    | 1     |
| F. C. Volendam · Países Bajos   | 1.ª           | 2022-23       | 29    | 4     | 1                | 0                | ―                     | ―                     | 30    | 4     |
| ADO La Haya · Países Bajos      | 2.ª           | 2023-24       | 42    | 25    | 2                | 1                | ―                     | ―                     | 44    | 26    |
| ADO La Haya · Países Bajos      | Total club    | Total club    | 42    | 25    | 2                | 1                | 0                     | 0                     | 44    | 26    |
| F. C. Volendam · Países Bajos   | 2.ª           | 2024-25       | 14    | 9     | 0                | 0                | ―                     | ―                     | 14    | 9     |
| F. C. Volendam · Países Bajos   | Total club    | Total club    | 45    | 13    | 2                | 0                | 0                     | 0                     | 47    | 13    |
| Total carrera                   | Total carrera | Total carrera | 258   | 87    | 18               | 6                | 0                     | 0                     | 276   | 93    |